# St. Peter und Paul (Breslau)

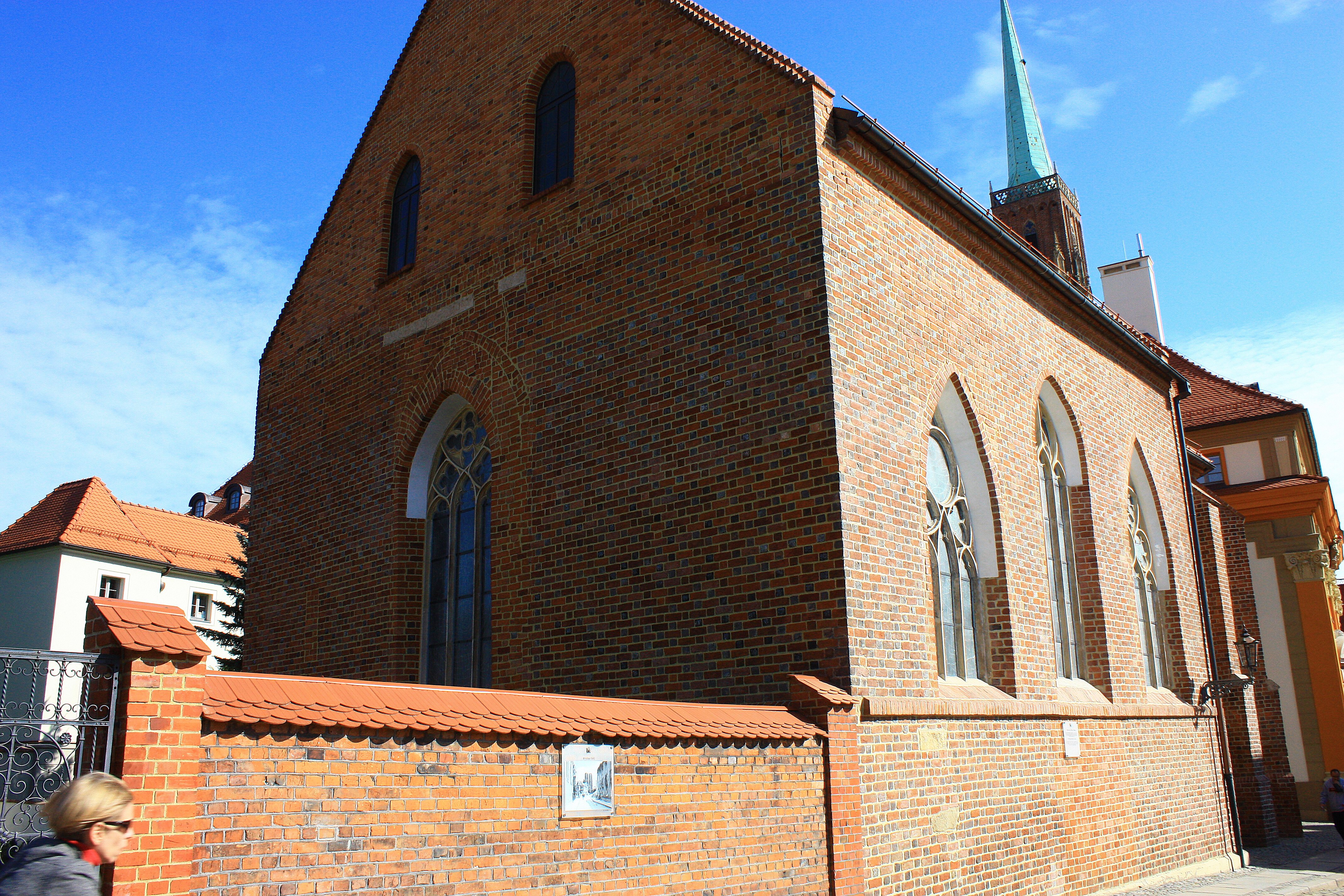
Die St.-Peter-und-Paul-Kirche

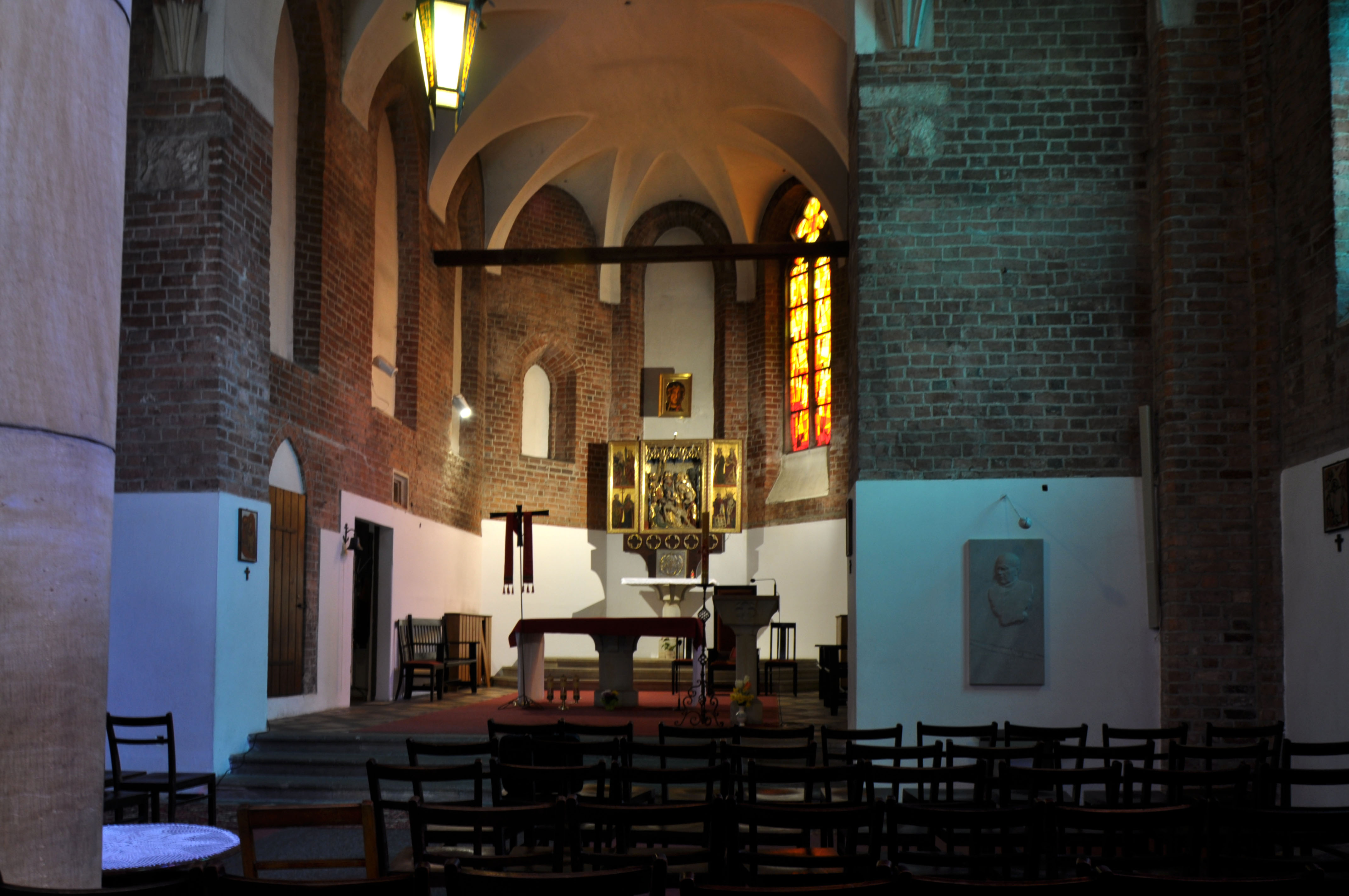
Blick in den Innenraum

Die St.-Peter-und-Paul-Kirche (polnisch Kościół św. Piotra i św. Pawła) ist ein gotisches Gotteshaus auf der Dominsel in Breslau. Sie liegt an der Ulica Katedralna und direkt an der Dombrücke, welche die Dom- mit der Sandinsel verbindet.

## Geschichte
Die Kirche wurde in der Mitte des 15. Jahrhunderts fertiggestellt. Sie ersetzte ein altes romanisches Gotteshaus aus dem 12. Jahrhundert an gleicher Stelle. 1634 wurde die Kirche bei einem Brand zerstört und im Inneren mit Ornamenten im barocken Stil erneuert. 1791 brannte die Kirche erneut ab und wurde kurze Zeit später wieder aufgebaut. Während der napoleonischen Kriege zu Beginn des 19. Jahrhunderts wurde die Kirche als Lazarett genutzt. 1884 wurde das Innere der Kirche renoviert und im neugotischen Stil umgestaltet.
Während des Zweiten Weltkriegs wurde die Kirche stark zerstört. Schätzungsweise 40 Prozent des Kirchenbaus wurden durch Bombeneinwirkungen zerstört. Zwischen 1952 und 1953 wurde die Kirche originalgetreu rekonstruiert und erhielt ihr gotisches Aussehen wieder.
Die Kirche hat eine Breite von 14 m und eine Länge von 24 m.